# Nederlandsche Bond voor Algemeen Kies- en Stemrecht
De Bond voor Algemeen Kies- en Stemrecht (BAKS) werd opgericht in 1882. Doelstelling was het invoeren van algemeen Kies- en Stemrecht met geheime stemming, invoering van algemeen stemrecht met gelijkstelling van man en vrouw en de behartiging van het volksbelang.
Door het censuskiesrecht had begin negentiende eeuw slechts een beperkte groep burgers de mogelijkheid om hun bestuurders te kiezen. Eind jaren zeventig van de negentiende eeuw ijverden de liberalen voor algemeen kiesrecht. Zo werden diverse voorstellen gedaan tot verlaging van de drempel om kiesrecht te krijgen. Vanaf het begin van de jaren tachtig werd het vooral een aangelegenheid van de arbeidersbeweging.

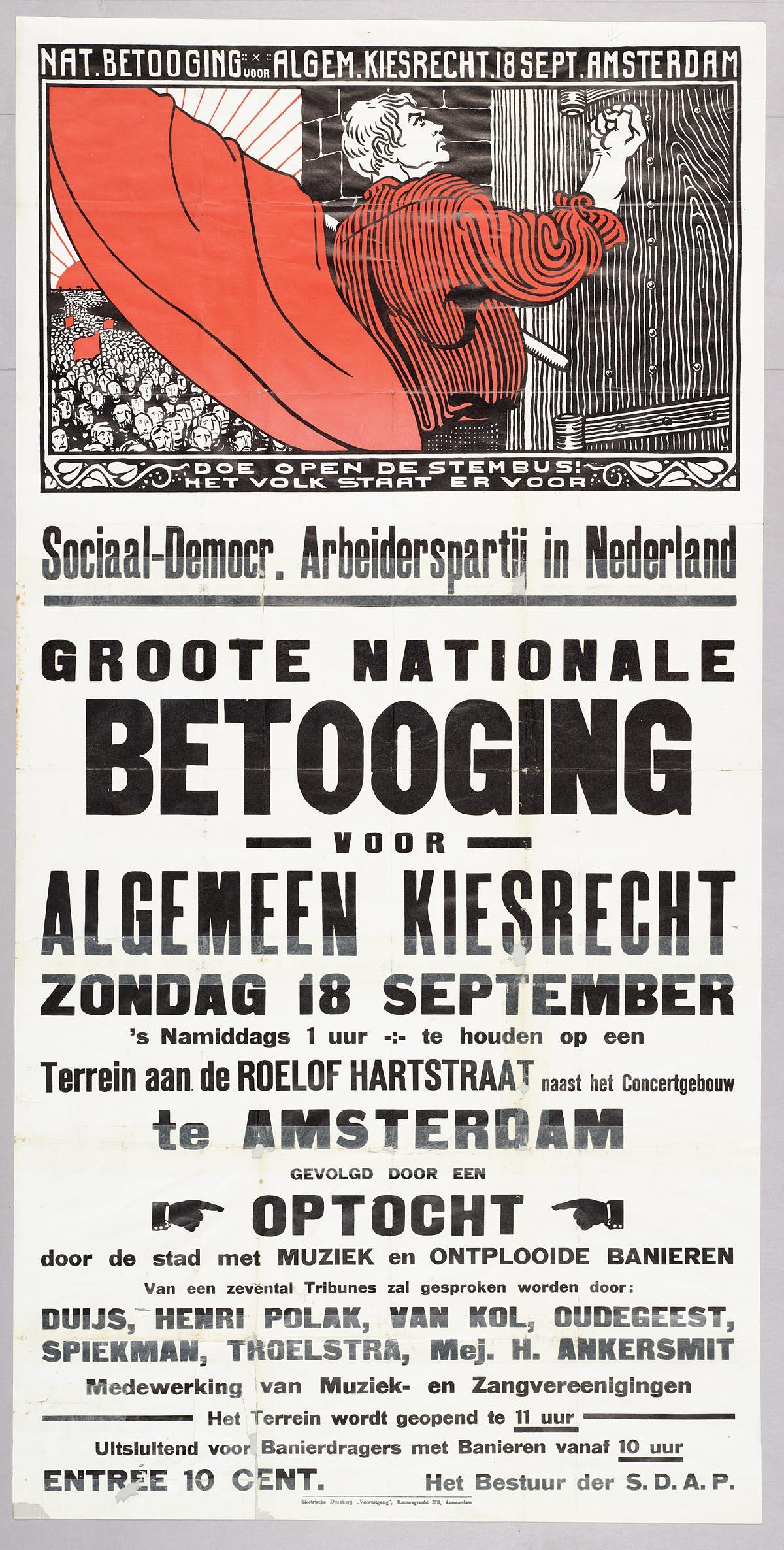
Oproeping tot de "Groote Nationale Betooging voor Algemeen Kiesrecht" (1910)

In 1877 werd de Vereeniging Algemeen Kiesrecht opgericht. In 1882 gaat deze vereniging op in de Nederlandsche Bond voor Algemeen Kies- en Stemrecht (NBvKS). De landelijke vereniging was een overkoepelend verbond van plaatselijke kiesrechtverenigingen. Naast burgerlijk algemeen-kiesrechts-ijveraars werkten diverse groeperingen samen:
- Sociaal Democratische Bond met Ferdinand Domela Nieuwenhuis
- Algemeen Nederlandsch Werklieden-Verbond (ANWV) met Bernardus Hermanus Heldt

Het eerste landelijke bestuur bestond volledig uit socialisten. Tot de bestuursleden Hendrik Clemens Muller, Friedrich Wilhelm Gebing en Jan Antoon Fortuijn. Tot de bekendste leden behoorden Vitus Bruinsma, Geert van der Zwaag, Harm Kolthek, Floor Wibaut en Pieter Jelles Troelstra.
Begin jaren tachtig werden gezamenlijk diverse manifestaties gehouden. Een grote nationale betoging in Den Haag op zondag 20 september 1885 vormde het voorlopige hoogtepunt van de kiesrechtvereniging. Na de grondwetswijziging van 1887 zou het kiesrecht worden uitgebreid tot alle mannen die voldeden aan bepaalde tekenen van geschiktheid en maatschappelijke welstand. In 1917 werd het algemeen mannenkiesrecht ingevoerd, in 1919 gevolgd door het vrouwenkiesrecht.